# Station Morzeszczyn
Station Morzeszczyn is een spoorwegstation in de Poolse plaats Morzeszczyn.